# 譚敬昭
譚敬昭（1773年—1830年），字子晉，號康侯，廣東省陽春縣人。清代官員、詩人、書法家。

## 生平
嘉慶二十二年（1817年）丁丑科進士，官戶部主事，非公事不見上官。退輒與書卷為椽。如是者十餘年。卒於京邸。

## 著作
譚敬昭年輕時因負名跟從曹仁虎，既而淹博羣籍，尤深樂府。復邑取六朝三李之菁英。時二樵山人以詩名海內，譚敬昭賦《鵬鶴篇》投之山人。答詩有云：「鵬則吾弗能，鶴則與君同執軒。」其為老輩傾倒如此。與張維屏、黃香石合稱「粵中三子」。其詩詞風格以“超妙”著稱。有《聽雲樓詩鈔》《聽雲樓詞鈔》遺世。
其诗《粤秀峰晚望同黄香石诸子二首选一》常為大陸高考生詩詞鑒賞題目例題。